# Eötvös Miklós (tábornok)
Vásárosnaményi báró Eötvös Miklós (1716. – 1783.) Szatmár vármegye alispánja, császári és királyi tábornok, az Eötvös család sarja.

## Élete
Eötvös József (1694–1742) és Szalay Anna (1694–?) legidősebb gyermekeként született szatmári, nagybirtokos nemesi családba. Az 1744-ben kirobbant második szatmári nemesi felkelés egyik vezéreként (gróf Károlyi Ferenc mellett) vonta magára a figyelmet, ekkor a vármegye alispánjaként szolgált. Később a katonai ranglétrán a császári és királyi lovassági tábornokságot is elérte, a törökök ellen és a hétéves háborúban is harcolt. Katonai tettei miatt Mária Terézia császárnő egy oklevélben bárói címmel ruházta fel, mely 1768. február 2-án, Bécsben kelt.

## Családja
Első felesége, négyesi báró Szepessy Zsuzsanna, gyermektelenül özvegyen hagyta, így másodszor is megnősült, ezúttal miháldi báró Splényi Anna Mária (1732–?) lett a neje. Hét gyermekük született:
- Katalin (1754–1832), férje: jobaházi gróf Dőry Gábor (1740–?)
- Gábor (1756–1827), neje: zsadányi és törökszentmiklósi Almásy Anasztázia (1750–?)
- Károly (1758–1797), neje: Schmidt Ágnes
- Miklós Félix Tádé (1759. november 20. – ?)
- Teréz (1761–?), férje: klobusiczi és zétényi Klobusiczky István
- József Antal (1761. október 17. – ?)
- Ignác Gábor Gáspár (1763–1838), politikus, főispán; neje: négyesi báró Szepessy Mária (1767–1833)
- Anna Mária (1765–?)
- Franciska (1767–?) Posztrihovszkyné